# ZDNet
ZDNET est un site web d'actualités technologiques d'entreprise détenu et exploité par Red Ventures. La marque a été fondée le 1er avril 1981, en tant que portail technologique d'intérêt général de Ziff Davis et a évolué en une publication en ligne axée sur l'IT d'entreprise enterprise IT.

## Histoire

### Débuts: 1991-1995
ZDNET a commencé comme un service numérique basé sur l'abonnement appelé « ZiffNet » qui offrait des informations informatiques aux utilisateurs de CompuServe. Il présentait des forums de l'industrie informatique, des événements, des fonctionnalités et des archives consultables.
Initialement, ZiffNet avait pour but de servir de lieu commun pour trouver du contenu provenant de toutes les publications imprimées de Ziff Davis. Ainsi, ZiffNet était une expansion d'un service en ligne antérieur appelé « PCMagNet » pour les lecteurs de PC Magazine. Lancé en 1988, PCMagNet était à son tour l'évolution de la première entreprise de publication électronique de Ziff Davis, un tableau d'affichage, qui a été lancé en 1985.
Le 20 juin 1995, Ziff-Davis a annoncé la consolidation de ses services d'information en ligne sous un seul nom, « ZD Net ». Le service avait augmenté son nombre d'abonnés à 275 000 sur six plateformes : CompuServe, Prodigy, AT&T Interchange, le réseau Microsoft, AppleLink et eWorld.
Fin 1994, Ziff-Davis s'est étendu sur le World Wide Web sous le nom de « ZD Net »,. Dan Farber, ancien rédacteur en chef de PC Week et MacWeek, est nommé rédacteur en chef de la société. En juin 1995, le site enregistrait un trafic web de 2,5 millions de pages vues par semaine.

### Développement: 1995-2000
Pour son cinquième anniversaire en 1996, l'enseigne collective « ZD Net » — désormais sur le Web, America Online, Microsoft Network et Prodigy — compte 300 000 abonnés et est nommée le deuxième site le plus rentable sur le web en terme de revenus publicitaires. Le site s'est également étendu à l'étranger : initialement en France, en Allemagne et au Royaume-Uni ; plus tard en Chine, en Australie, à Hong Kong, en Italie, en Corée, en Malaisie, en Russie, en Espagne, à Taïwan et en Inde.
En 1997, le site web, désormais propriété phare de la marque, subi une autre refonte présentant des chaînes de contenu thématiques. L'année marque également un changement de nom de « ZD Net » à « ZDNet ».

#### ZDNET News
Deux mois auparavant, l'entreprise a lancé ZDNet News (ou ZDNN), première section du site à être dédiée à des reportages originaux. Parmi les journalistes embauchés pour le département figurent l'ancien rédacteur en chef de Computer Shopper Charlie Cooper, le rédacteur en chef des affaires du San Jose Mercury News Steve Hamm, le rédacteur en chef senior de PC Week Inside Bill Snyder, le rédacteur de PC Week John Dodge, le rédacteur de Computerworld Michael Fitzgerald et le directeur éditorial de PC Week Jim Louderback.
En 1998, ZDNet lance Inter@ctive Investor (ou ZDII), un site web dérivé pour les investisseurs qui offrait des nouvelles financières et des informations sur les entreprises technologiques.

#### ZDTV
Le 11 mai 1998, Ziff-Davis lance ZDTV comme la première chaîne de télévision par câble et site web à offrir une programmation 24 heures sur 24 sur l'informatique et l'Internet. L'entreprise, partiellement détenue par Vulcan Enterprises, est alors soutenue par une équipe de 170 personnes et intégre le contenu de ZDNet sur son site web, ZDTV.com,. La chaîne deviendra TechTV plus tard.
À la fin de 1998, ZDNet est la marque technologique dominante en ligne. Il devance son rival le plus proche, CNET, avec une marge de 26 % et est le treizième site le plus populaire sur le Web, atteignant 8,4 millions d'utilisateurs, soit 13,4 % de tous les utilisateurs sur le Web. Le site va toucher 600 000 utilisateurs supplémentaires dans l'année.

#### ZDNET l'entreprise
En 1999, Ziff-Davis fait de ZDNet une entreprise distincte et la propose comme une action de référence (ZDZ), pour accompagner l'action parente, ZD. Son introduction en bourse permet de lever 190 millions de dollars, mais l'action de référence est retirée début 2000 et réintroduite en tant qu'action ordinaire. La nouvelle entreprise a rapidement acquis Updates.com, un service de mise à niveau de logiciels, lequel a été intégré dans la « chaîne d'aide » du site.

#### Expansion vers le grand public
En 1999, ZDNet lance « Tech Life », un réseau de six sites technologiques axés sur le consommateur et destinés à attirer les parents (FamilyPC), les auditeurs de musique (ZDNet Music), les passionnés de gadgets (ZDNet Equip), les joueurs (ZDNet GameSpot) et les utilisateurs de base (Internet Life, avec Yahoo!).
Il lance également Computer Stew, une émission de comédie sur la technologie basée sur le web qui met en vedette John Hargrave et Jay Stevens, ainsi que le premier guide de cadeaux de Noël de ZDNet.
Le 30 décembre 1999, ZDNet lance une campagne de marque de 25 millions de dollars en réponse à une campagne publicitaire de 100 millions de dollars lancée par son rival CNET.
L'avance de ZDNet sur la concurrence s'est réduite en 2000. Malgré un record de 10,7 millions d'utilisateurs uniques en janvier, il n'a réussi à prendre que 13 % d'avance sur le concurrent suivant. À la mi-2000, ZDNet s'était étendu à 23 pays en quatorze langues sur six continents.

### Les années CNET: 2000-2007
Le 19 juillet 2000, CNET Networks (le plus grand rival de ZDNet) annonce qu'il va acquérir ZDNET pour environ 1,6 milliard de dollars. Certains analystes pensaient que la fusion de CNET et ZDNET entraînerait une redondance dans leurs offres de produits, mais des recherches ont révélé que leurs publics cibles n'avaient que 25 % de chevauchement.
En 2001, Ziff Davis Media Inc. conclut un accord avec CNET Networks Inc. et ZDNET pour récupérer les URL perdues lors de la vente de Ziff Davis Inc, à Softbank Corp. en 2000.
En 2002, CNET Networks lance le site sœur de ZDNET, Builder.com, un site destiné aux développeurs de logiciels d'entreprise. Le 7 juillet 2002, CNET Networks acquiert Newmediary pour sa base de données de plus de 30 000 livres blancs sur l'IT d'entreprise. ZDNET avait intégré ses services dans sa chaîne Business & Technology dès janvier 2001.

#### Réalignement
En 2003, CNET Networks redessine et relance ZDNet comme une publication axée sur l'entreprise destinée à aider les dirigeants d'entreprise à prendre de meilleures décisions technologiques.
L'ensemble du site est réaligné dans le cadre d'un portefeuille B2B de CNET Networks qui comprenait CNET News.com, Builder.com et TechRepublic.
Une section « Tech Update » est créée pour servir de répertoire de recherches IT propriétaires (surnommées « IT Priorities »), et un nouveau « Power Center » est mis en place pour mettre les webcasts en évidence, les livres blancs et les études de cas des partenaires. ZDNet propose également huit bulletins d'information ciblés sur l'entreprise, et lance ses premiers blogs.
En 2005, ZDNet Government est lancé. Les caractéristiques éditoriales comprenaient des écrits de l'ancien CIO de l'Utah Phil Windley, du chroniqueur de TechRepublic Ramon Padilla et du reporter de CNET News Declan McCullagh. ZDNet a également lancé ses premiers podcasts originaux en 2005.

#### Les blogs ZDNET
En 2006, ZDNET connait une autre refonte qui réduit son focus éditorial sur les articles de nouvelles traditionnels et les critiques de produits et met l'accent sur un réseau croissant de blogueurs experts, maintenant au nombre de plus de trente. Les blogs couvrent des sujets tels que l'IT d'entreprise, l'open source, le Web 2.0, Google, Apple et Microsoft, et mettent en vedette des journalistes comme David Berlind, Mary Jo Foley et Larry Dignan.
Le 19 février 2008, Larry Dignan est nommé rédacteur en chef de ZDNet et directeur éditorial de TechRepublic, remplaçant Dan Farber, qui est devenu rédacteur en chef de CNET News.com.

### Les années CBS: 2008-2020
Le 17 mai 2008, la CBS Corporation annonce qu'elle va acquérir CNET Networks pour environ 1,8 milliard de dollars. L'ensemble de l'entreprise serait organisé sous sa division CBS Interactive.
En mai 2010, ZDNet redessine son site pour mettre l'accent sur les sujets couverts par son réseau de blogs (désormais Entreprises, Matériel, Logiciel, Mobile, Sécurité et Recherche), supprimer les téléchargements et désamorcer les critiques qu'il a importés de CNET après la fusion,.
Après que la CBS Corporation ait fusionné avec Viacom pour former ViacomCBS en 2019, ZDNet est vendu à Red Ventures en septembre 2020. Le 17 août 2022, ZDNet annonce « la plus grande mise à niveau de l'histoire de la marque, qui a 31 ans, comprenant un nouveau logo dessiné à la main et une nouvelle couleur de marque, ‘Energy Yellow' », en prévision d'« une vague d'avancées technologiques qui balayeront les plus grandes industries du monde dans les années à venir ».

## Contenu
ZDNet exploite un réseau d'environ cinquante blogs vaguement alignés sur ses lignes principales : entreprises, matériel, logiciel, mobile, sécurité et recherche en IT. Dans ces domaines généraux, on trouve des blogs sur les gadgets, la stratégie de gestion, les médias sociaux, les datacenters, le droit technologique, SOA, la santé, CRM, la virtualisation et la durabilité.[réf. nécessaire] Le site propose également des critiques de produits sur les gadgets de consommation, l'électronique et l'équipement de bureau à domicile.

## Prix et reconnaissance
Lors de la 14e édition des Computer Press Awards en 1999, ZDNet a été jugé comme le meilleur site en ligne global[réf. nécessaire].
En 2007, l'Association of Online Publishers a décerné à ZDNet UK le prix du site web d'entreprise pour sa contribution à l'innovation en intégrant efficacement les fonctionnalités Web 2.0 et communautaires sur son site.

## Éditions internationales
Une entreprise japonaise de publication de nouvelles, Asahi Interactive, possède le site web ZDNet Japan.
La fonctionnalité ZDNet UK Live affiche des mises à jour de nouvelles en temps réel et des commentaires sur le site web et sur les médias sociaux, y compris Twitter.
D'autres éditions par pays incluent l'Australie, l'Asie, la Belgique, la Chine, l'Allemagne, les Pays-Bas, le Royaume-Uni et la France, dans leurs langues respectives.